# Општина Медводе
Општина Медводе (словен. Medvode) је једна од општина Средњесловенска регија у држави Словенији. Седиште општине је истоимени град Медводе.

## Природне одлике
Рељеф
Општина Медводе налази се у средишњем делу Словеније, северозападно од Љубљане. Општина се протеже између Полховграјског Хрибовја на западу и реке Саве на истоку. Општина је приближно подељена на два једнака дела, западни брдско-планински и источни равничарски.
Клима
У општини влада умерено континентална клима.
Воде
Главни водоток и источна граница општине Медводе је река Сава. Други важан водоток је река Сора, која се улива у Саву код насеља Медводе, по коме је и општина добила име.

## Становништво
Општина Медводе је густо насељена.

## Насеља општине
| - Бело - Брезовица при Медводах - Валбурга - Ваше - Верје - Викрче - Голо Брдо - Горичане | - Дол - Драгочајна - Жлебе - Заврх под Шмарно горо - Збиље - Згорња Сеница - Згорње Пирниче - Лађа | - Медводе - Моше - Осолник - Раковник - Сеничица - Сетница - Смледник | - Сора - Сподња Сеница - Сподње Пирниче - Студенчице - Теховец - Топол при Медводах - Трновец - Храше |  |